# Station Jægersborg
Station Jægersborg is een S-tog-station in Gentofte, Denemarken.
Het station is geopend op 15 mei 1936.
Solrød Strand · Karlslunde · Greve · Hundige · Ishøj · Vallensbæk · Brøndby Strand · Avedøre · Friheden · Åmarken · Ny Ellebjerg · Sjælør · Sydhavn · Dybbølsbro · København H · Vesterport · Nørreport · Østerport · Nordhavn · Svanemøllen  · Hellerup · Jægersborg · Lyngby · Holte · Birkerød ·  Høvelte · Allerød · Hillerød
Køge · Ølby · Køge Nord · Jersie · Solrød Strand · Karlslunde · Greve · Hundige · Ishøj · Ny Ellebjerg · Sjælør · Sydhavn · Dybbølsbro · København H · Vesterport · Nørreport · Østerport · Nordhavn · Svanemøllen · Hellerup · Bernstorffsvej · Gentofte · Jægersborg · Lyngby · Sorgenfri · Virum · Holte
0,0: Jægersborg · Nørgårdsvej · Præstevang · Lyngby Lokal · 1,7: Smedebakken · 2,3: Slotsparken · 2,8: Fuglevad · Borrebakken ·  3,9: Brede · 4,9: Ørholm · Lundtofte · 6,1: Ravnholm · Egevang · Nærum · Skodsborgvej · 8,8: Rundforbi · 10,3: Frydenlund · 12,1: Vedbæk